# Flakstad

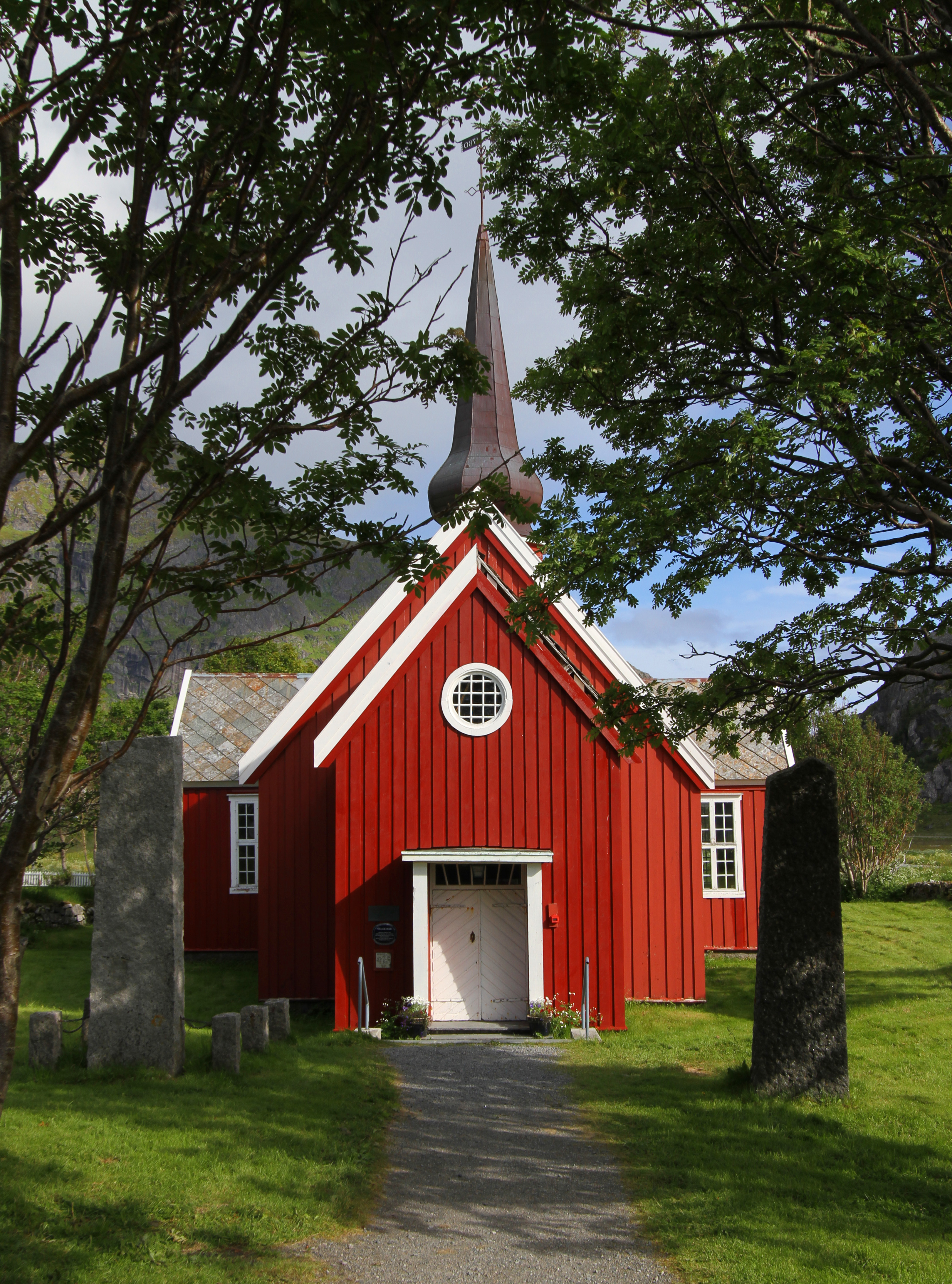
Flakstad kirke

Flakstad és un municipi situat al comtat de Nordland, Noruega. Té 1,301 habitants (2018) i la seva superfície és de 178.14 km². El centre administratiu del municipi és la poble de Ramberg. Els altres pobles de Flakstad són Fredvang, Napp, Nusfjord i Vareid.
El municipi es troba a l'extrem sud de les illes Lofoten i comprèn tota l'illa de Flakstadøya i la part septentrional de l'illa de Moskenesøya. La ruta europea E10 passa pertot el municipi. Les illes estan connectades pels Ponts de Fredvang i el Pont de Kåkern. El llac Solbjørnvatnet es troba a la part nord de Moskenesøya, a Flakstad.
El municipi de Vestvågøy es troba al nord-est de l'illa de Vestvågøya, el Vestfjorden es troba al sud-est, el municipi de Moskenes es troba al sud-oest de l'illa de Moskenesøya i la Mar de Noruega es troba al nord-oest.